# Barrage d'Almendra
Le barrage d'Almendra est un barrage hydroélectrique situé sur le cours du Tormes en Espagne, un affluent gauche du Douro, et appartenant à Iberdrola. Sa puissance électrique installée est de 810 MW.

## Lac
Le volume du lac réservoir de barrage est de 2 649 millions de m3